# Casa Fante-Axante
A Casa Fanti Ashanti  (Fanti-Ashanti) localiza-se no bairro do Cruzeiro do Anil, em São Luís, no estado do Maranhão, no Brasil.

## Histórico
É uma casa de candomblé e tambor de Mina, da nação Jeje-Nagô, fundada 1954, mas que só começou a funcionar em 1958, e dirigida pelo babalorixá Euclides Menezes Ferreira, (de Oxaguiã com Oxum) e Mãe Isabel de Xangô com Oxum.
Os fantes e os axantes eram povos da antiga Costa do Ouro, na África, atual Gana. É uma Casa de Mina e Candomblé que mantém a tradição desde sua fundação.
Pai Euclides foi iniciado no tambor de mina por Maria Pia dos Santos, tendo sua principal entidade cabocla, o turco Juracema, confirmada por Anastácia Lúcia dos Santos, fundadora do terreiro da Turquia. 
Em 1980, Pai Euclides teve seus 'santos' confirmados no nagô (no xangô de Pernambuco). A raiz é do Terreiro Obá Ogunté também conhecido como Sítio de Pai Adão - Nagô do Recife - liderado hoje por Manuel Papai e Maria das Dores já falecida, juntamente pai Raminho de Oxóssi. Após tal confirmação, a Casa Fante-Axante passou a se orientar principalmente para o candomblé, embora continuasse realizando o culto a entidades do tambor de mina e da cura ou pajelança.
O terreiro é comandado por Tabajara, coadjuvado pelos encantados Juracema e Jaguarema que estão presentes em todas as atividades, exceto nos rituais de Candomblé, onde a entidade maior é Oxaguiã, dono da cabeça de pai Euclides, babalorixá do terreiro, que herdou seus conhecimentos religiosos de um antigo Tambor de Mina de São Luís - o Terreiro do Egito - fundado em 1864, por uma africana de Cumasi (Gana), e que funcionou até o final da década de 70. Euclides Menezes Ferreira é pioneiro em São Luís na prática do Candomblé.

## Culto
Além dos rituais do Tambor de Mina, do Candomblé e das festas de Ogum, Oxóssi, Obaluaiê, Oxum, Oxalá, Nanã, Xangô, Oxumarê e Oiá, a Casa também realiza o Samba de Angola para os boiadeiros. Há também rituais ligados à pajelança, ao catolicismo popular (Festa do Divino Espírito Santo) e ao folclore (como o boi de Corre Beirada e o tambor de crioula de Taboca).
O Tambor de Mina é uma manifestação religiosa na qual são cultuados voduns, orixás e encantados (caboclos, gentis e fidalgos). Entre os voduns mais conhecidos estão: Doçu, Averequete, Quevioço, Sobô, Euá e Aguê. Entre os fidalgos ou gentis mais conhecidos, têm destaque: Dom João, D. Luís, Rei Sebastião, D. Pedro Angaço, Rainha Dina e Rainha Rosa (geralmente associados a orixás e a santos católicos), Rei da Turquia, Vandereji e Légua Buji (os dois últimos também conhecidos como voduns 'cambinda'). Rei da Turquia e Légua Boji, como chefiam grandes famílias de caboclos, são também classificados em terreiros de São Luís como entidades caboclas.
Outros rituais realizados são: Mucambo ou Festa de Pagamento (na qual as entidades distribuem presentes aos tocadores e demais auxiliares do culto e moedas entre todos que estão presentes); Bancada ou Arrambã (quando são suspensas as atividades religiosas do terreiro durante a quaresma); Saída de Vodunce (toque festivo realizado após o período de reclusão para iniciação); Avaninha (reza em língua africana realizada após a ladainha); Tambor de Choro (toque sem dança realizado após o falecimento de algum filho da casa); Festa de Caboclo (encantados, fidalgos e gentis); Tambor de Borá ou Canjerê (toque realizado para as entidades indígenas).
Na Casa Fante-Axante, é realizado o tradicional Baião de Princesas, ritual celebra princesas e outras entidades femininas veneradas pelo culto de Mina, que, na ocasião, se fariam presentes entre os fiéis, incorporadas nas vodunces. 